# Kanon (religion)
 For alternative betydninger, se Kanon. (Se også artikler, som begynder med Kanon)
Kanon kommer af græsk og betyder rettesnor eller doktrin, og begrebet bruges om den officielle samling af bøger og helligskrifter inden for en given religion. Begrebet bruges først og fremmest om kristendommens kanon, dvs den officielle samling af skrifter, som er blevet optaget i Bibelen, og som anses for sande og nødvendige for Bibelens samlede helhed. Begrebet anvendes også indenfor en række andre religioner. 

### Artikler om kanonsamlingers tilblivelse
- Den bibelske kanon
- Den hebraiske bibels kanon
- Det Nye Testamentes kanon

### Helligskrifter
Kristendommen
- Bibelen
  - Det Gamle Testamente
  - Det Nye Testamente

Jødedommen
- Tanakh

Islam
- Koranen

Hinduisme
- Vedaerne
- Bhagavad Gita
- Mahabharata